# Schlackaffe

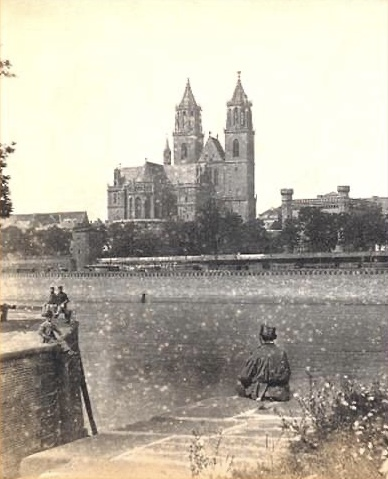
Schlackaffe (im Vordergrund mit dem Rücken zum Fotografen), um 1865 an der Schleuse Magdeburg

Schlackaffe († 1904 in Magdeburg) war ein bekanntes Magdeburger Original.

## Leben
Schlackaffe lebte als Obdachloser in Magdeburg und verdiente sich seinen Lebensunterhalt vor allem mit dem Verkauf von Fisch. Er half den Magdeburger Elbfischern, indem er kleinere Aufträge für sie erledigte und wurde dafür mit Fischen bezahlt, die er zum Teil jedoch auch stahl. Er verstaute die Fische in zwei großen mit Wachstuch ausgekleideten Taschen seiner Jacke. Die Fische verkaufte er, sie als frische Fische anpreisend, am östlichen Ende der Straße Johannisberg. Preislich blieb er deutlich unter dem sonstigen Marktwert, so dass sich trotz der ungewöhnlichen Verkaufsform und zweifelhaften Herkunft immer Käufer fanden. Die Fische holte er beim Verkauf aus seinen Jackentaschen. Die ungünstige Lagerung der Fische in der Jacke führte dazu, dass die Fische schlackig wurden, woraus sich der Name ergeben haben könnte. Andere Angaben geben zum Namen an, dass er Kinder und Jugendliche als Schlackaffen beschimpft hatte, die ihm dann ebenfalls dieses Wort nach riefen. Er verkaufte auch Aale und in der Elbe gefangene Krebse und versorgte die Zoohandlungen der Stadt mit Wasserflöhen. Häufig war er mit Fangnetz und Botanisiertrommel in den ostelbischen Waldgebieten Kreuzhorst und Biederitzer Busch unterwegs, wo er Eidechsen, Frösche, Käfer und Schmetterlinge fing und Pflanzen sammelte, um sie an Interessierte zu veräußern. Seine Kundschaft soll er gerne mit Herr Doktor angesprochen haben.
Seine Einnahmen gab er häufig in der Kneipe der todte Rabe in der Straße Fürstenufer für Alkohol aus.
Er schlief auf der Ostseite der Elbe, da er dort weniger Probleme mit der Polizei hatte. Er selber gab an, dass man von dort einen schöneren Blick auf das Magdeburger Stadtpanorama habe. Er soll sich dort unter der damaligen Strombrücke aufgehalten haben. Andere Angaben nennen die Kegelbahn von Rischbieters Garten am heutigen Heinrich-Heine-Platz am Rotehornpark.
Er soll sich 1904 in einer Ausnüchterungszelle das Leben genommen haben.

## Nachwirkungen

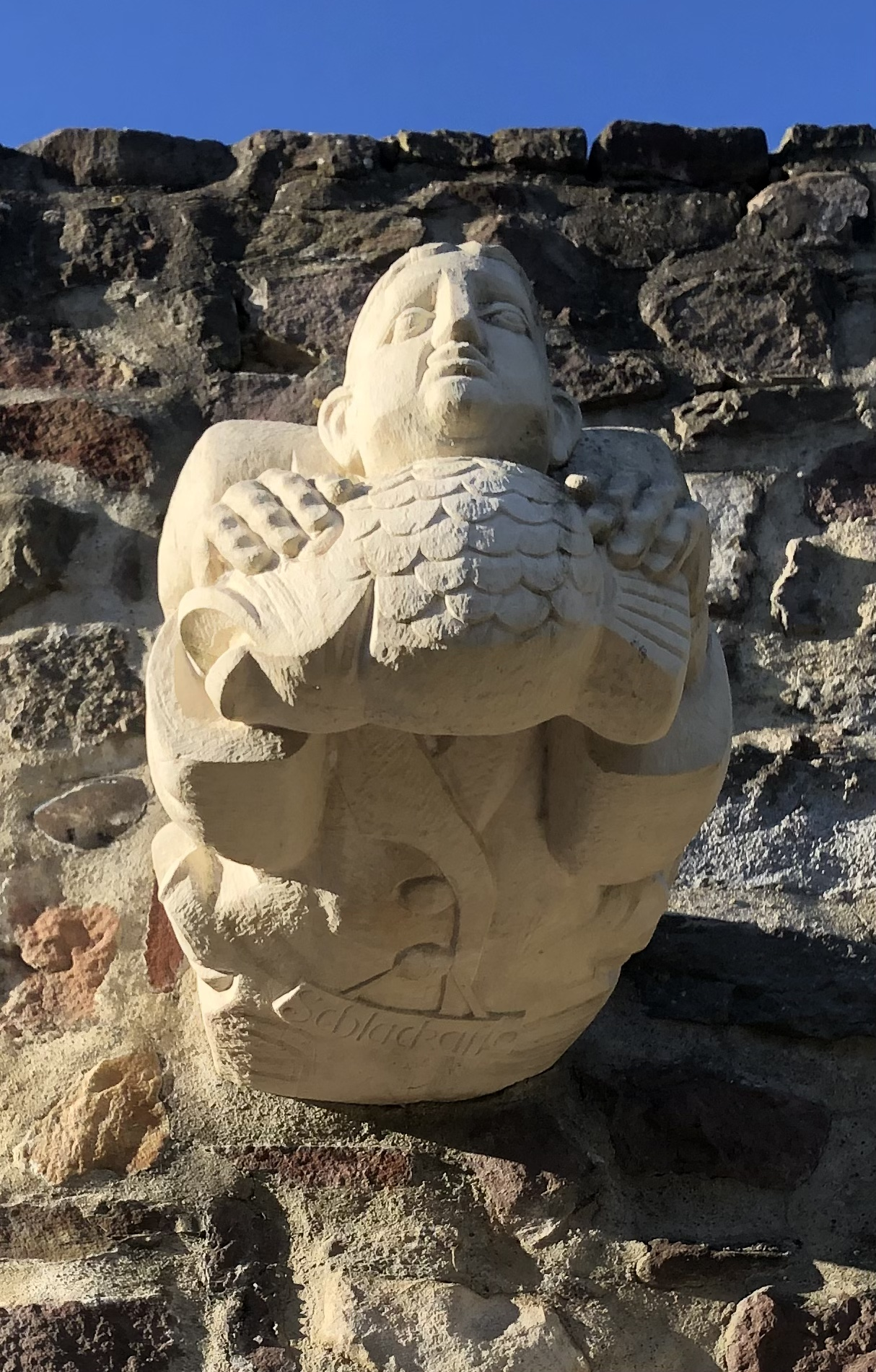
Skulptur des Schlackaffens an der Wand der Magdeburger Originale, 2022

Der Schlackaffe gehört zu den auch nach seinem Tod noch weiter bekannten Originalen. In der 1976 auf der Westseite des Knochenhauerufers, südlich der Einmündung des Petersbergs installierten Skulptur Magdeburger Originale ist, als zweiter von rechts, auch der Schlackaffe verewigt.